# ウィル・ブライン
ウィル・ブライン（Will Bruin、1989年10月24日 - ）は、アメリカ合衆国・セントルイス出身の元プロサッカー選手。元サッカーアメリカ合衆国代表。現役時代のポジションはFW。

## 経歴

### クラブ
2011年のMLSスーパードラフトで、11人目にヒューストン・ダイナモの指名を受け入団。リーグ開幕戦のフィラデルフィア・ユニオン戦でプロデビュー。バンクーバー・ホワイトキャップス戦でプロ初ゴール。2011年4月29日のD.C. ユナイテッド戦で初ハットトリックを達成。
2016年12月、金銭トレードでシアトル・サウンダーズFCに移籍。
2023年2月10日、オースティンFCに加入した。

### 代表
2013年1月29日のカナダ戦で代表戦初出場。

## タイトル

### クラブ
シアトル・サウンダーズ
- MLSカップ (1): 2019
- CONCACAFチャンピオンズリーグ (1): 2022

### 代表
- CONCACAFゴールドカップ (1): 2013